# Romstrade (grup)
Romstrade este un grup de șapte companii din România, controlat de omul de afaceri Nelu Iordache.
Grupul Romstrade cuprinde firmele Romstrade, Blue Air, Direct Aero Services care cuprinde catering, aerotaxi și un hotel în construcție, Andany Trading (marca La Moșie), Blue Aero și două agenții turistice - Direct Travel și Blue Travel.
Număr de angajați în 2010: 2.500
Cifra de afaceri:
- 2009: 500 milioane euro[2]
- 2008: 400 milioane euro[1]